# Shedden-Massaker
Das Shedden-Massaker, bei dem acht Menschen getötet wurden, geschah am 8. April 2006. Die Leichen wurden auf einem Feld etwa fünf Kilometer von Shedden, einem kleinen Ort in Ontario, Kanada, entfernt, aufgefunden. Vier Fahrzeuge mit den Leichen wurden von einem Bauern dort vorgefunden. Am Tag danach wurden fünf Mitglieder der Bandidos festgenommen, drei weitere Festnahmen folgten im Juni.

## Opfer
Am 10. April wurde bekanntgegeben, dass alle Opfer erschossen wurden. Bei den Opfern handelte es sich im Einzelnen um:
- George Jessome, 52
- George Kriarakis, 28
- Luis Manny Raposo, 41, (alle drei aus Toronto)
- Francesco Salerno, 43, aus Oakville
- John Muscedere, 48, aus Chatham
- Paul Sinopoli, 30, aus Sutton
- Jamie Flanz, 37, aus Keswick
- Michael Trotta, 31, aus Mississauga

Alle Opfer außer Flanz und Trotta waren Vollmitglieder der Bandidos; Muscedere soll zum Tatzeitpunkt der Nationalpräsident der Bandidos in Kanada gewesen sein. Die Massentötung wurde einige Wochen lang untersucht. Die Straße, auf der sich die Fahrzeuge mit den Leichen befanden, war nicht weit vom Highway 401 gelegen. Die Fahrzeuge waren ein silberner 2001er Volkswagen Golf, ein grauer 2003er Infiniti SUV, ein grauer Pontiac Grand Prix und ein grüner Abschleppwagen der Marke Chevrolet Silverado, der auf ein Abschleppunternehmen in Etobicoke zugelassen war. Am Tatort befanden sich große Mengen an Blut und Hautfetzen. Zudem lagen einige Bierflaschen herum. An einer Mauer waren Konföderierten- und Nazi-Flaggen angebracht.

## Mörder

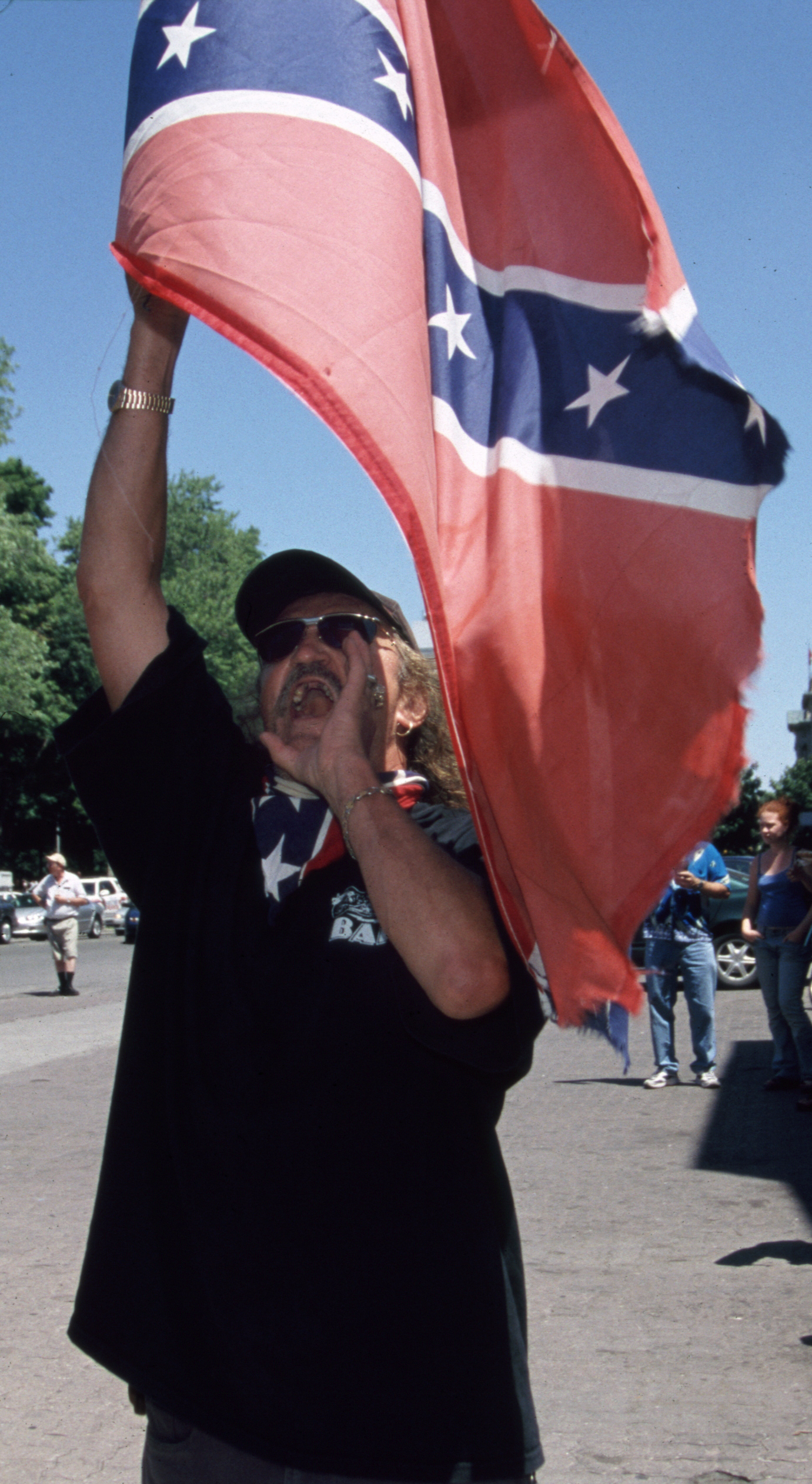
Wayne Kellestine 2005 auf einer Demo gegen eine Schwulenparade in London

Als Mörder wurden Wayne Kellestine (zum Tatzeitpunkt 56 Jahre alt), Frank Mather (32), beide aus Dutton, und Brett Gardiner (21) verurteilt. Kellestine war ein Vollmitglied der Bandidos. Er und vier weitere Personen wurden in seiner Wohnung verhaftet, die sich nur wenige Kilometer vom Tatort entfernt befand.
In Elgin County gab es bereits vorher Outlaw-Motorcycle-Gang-Aktivitäten, jedoch gab es keine besonders schweren Vorkommnisse. Bereits wenige Tage nach den Morden und der Verhaftung der Haupttäter berichtete die London Free Press, dass weitere Verhaftungen bevorstünden.
Am 16. Juni nahm die Polizei in Winnipeg Dwight Mushey, Marcello Aravena und Michael Sandham fest, die mit den Morden in Verbindung standen. Die Polizei gab bekannt, dass Sandham und Mushey Vollmitglieder der Bandidos waren. Sandham, der als Anführer des Chapters in Winnipeg galt, war ein ehemaliger Polizist. 2002 wurde er aus dem Dienst entlassen und gab seinen Beruf auf. CBC News gab an, dass es Fotos gegeben habe, die ihn während seines Dienstes auf einer Bandidos-Versammlung zeigten. Diese hätten letztlich zu seiner Entlassung geführt.
Die drei Verdächtigen wurden in Untersuchungshaft genommen und nach St. Thomas gebracht, wo sie noch am gleichen Nachmittag vernommen wurden. Alle drei wurden des Mordes angeklagt. Eine weitere Frau wurde ebenfalls festgenommen, jedoch später wieder freigelassen.
Der Journalist Peter Edwards, Journalist der Toronto Sun, benannte Kellestine als Haupttäter und bezeichnete die Täter im Allgemeinen als Versager:

“They were at the very bottom rung of biker gangs. Some were in their 40s but still lived with their parents. They were not making any money, many of them had been rejected by the Hells Angels and half of them didn't even own a motorbike.”

„Die waren ganz unten auf der Rangliste der Biker-Gangs. Einige waren in ihren 40ern, aber lebten noch bei ihren Eltern. Die machten kein Geld, viele von ihnen wurden von den Hells Angels abgelehnt und die Hälfte besaß nicht mal ein eigenes Motorrad.“

## Verurteilungen
Eric Niessen und seine damalige Ehefrau Kerry Morris aus Monkton, Ontario, wurden als erstes angeklagt, jedoch am 6. Mai des Mordes freigesprochen. Stattdessen wurden sie der Beihilfe in acht Fällen angeklagt.
Am 9. Januar 2007 begann eine Anhörung der acht Verdächtigen im Gericht von London, Ontario. Der Prozess fand unter strengsten Sicherheitskontrollen statt. Am ersten Prozesstag zeigte Kellestine den Journalisten den Finger und beschimpfte einen Gerichtsdiener. Den anwesenden Journalisten wurde ein Redeverbot über die gezeigten Beweise erteilt.
Die Anhörung sollte zunächst drei Monate dauern. Am 21. Juni 2007 erließ Richter Ross Webster die Anklage gegen alle acht Verdächtigen. Die Strafverteidigung beantragte auf Grund der Beweise geringere Strafen für ihre Klienten. Zudem beantragten sie Revision, was die Verfahrenseröffnung verzögerte.
Der Prozess gegen Aravena, Gardiner, Kellestine, Mather, Mushey und Sandham begann am 31. März 2009 in London Ontario. Alle sechs Angeklagten plädierten auf „nicht schuldig“.
Am 29. Oktober 2009 sprach die Jury ihr Urteil. Wayne Kellestine, Michael Sandham und Dwight Mushey wurden des achtfachen Mordes schuldig gesprochen, Frank Mather und Marcelo Aravena des siebenfachen Mordes und einfachen Totschlags. Brett Gardiner wurde des siebenfachen Mordes und zweifachen Totschlags schuldig gesprochen. Insgesamt wurden die Angeklagten in 44 Fällen des Mordes und vier Fällen des Totschlags für schuldig erklärt. Damit handelte sich um die höchste Anzahl an Schuldsprüchen, die eine kanadische Jury jemals in einem einzelnen Prozess ausgesprochen hatte.

## Rezeption des Falls
Gerichtsreporter Peter Edwards verfasste mit The Bandido Massacre: A True Story of Bikers, Brotherhood and Betrayal 2010 ein Buch über den Fall. Der Fall sorgte in Kanada für einigen Wirbel und führte letztlich zu einer Auflösung der Bandidos in Kanada. Der noch 2000 durch jahrelange Konflikte mit den kanadischen Hells Angels geschwächte Club Rock Machine, der sich 2000 den Bandidos angeschlossen hatte, gab im Zuge der Gerichtsverhandlung gegen ihre damaligen „Brüder“ im April 2008 seine Neugründung bekannt. Die Bandidos selbst sind seitdem in Kanada nicht mehr in Erscheinung getreten.